# Halowe Mistrzostwa Stanów Zjednoczonych w Lekkoatletyce 2010
Halowe Mistrzostwa Stanów Zjednoczonych w Lekkoatletyce 2010 – halowe zawody lekkoatletyczne, które odbyły się 27 i 28 lutego w Albuquerque.
Mistrzostwa były zarazem eliminacją do reprezentacji USA na halowe mistrzostwa świata (Ad-Dauha 2010).

## Rezultaty
| PB - rekord życiowy \| SB - najlepszy wynik w sezonie \| NR – halowy rekord kraju |

### Mężczyźni
| Konkurencja:              | 1. miejsce         | Rezultat    | 2. miejsce      | Rezultat    | 3. miejsce         | Rezultat    |
| Bieg na 60 m              | Ivory Williams     | 6,49 PB     | Mike Rodgers    | 6,52 SB     | Trell Kimmons      | 6,56        |
| Bieg na 400 m             | Bershawn Jackson   | 45,41 PB    | Jamaal Torrance | 45,76 PB    | Greg Nixon         | 45,77 PB    |
| Bieg na 800 m             | Nick Symmonds      | 1:48,10     | Duane Solomon   | 1:48,41     | Tyler Mulder       | 1:48,53     |
| Bieg na 1500 m            | Leonel Manzano     | 3:49,16     | Will Leer       | 3:49,31     | David Torrence     | 3:50,08     |
| Bieg na 3000 m            | Bernard Lagat      | 8:12,60     | Galen Rupp      | 8:13,49     | Chris Solinsky     | 8:13,85 SB  |
| Bieg na 60 m przez płotki | Terrence Trammell  | 7,41        | David Oliver    | 7,54        | Jeff Porter        | 7,62 PB     |
| Chód na 5000 m            | Tim Seaman         | 20:57,47 SB | Patrick Stroupe | 21:19,90 SB | Ben Shorey         | 22:06,36 SB |
| Skok wzwyż                | Jesse Williams     | 2,34 SB     | Dusty Jonas     | 2,31        | Andra Manson       | 2,31        |
| Skok o tyczce             | Tim Mack           | 5,70 SB     | Derek Miles     | 5,70 SB     | Darren Niedermeyer | 5,60 SB     |
| Skok w dal                | Jeremy Hicks       | 7,94 SB     | Jeff Henderson  | 7,94 PB     | Norris Frederick   | 7,89 SB     |
| Trójskok                  | Lawrence Willis    | 16,86 PB    | Brandon Roulhac | 16,72 SB    | Allen Simms        | 16,49 SB    |
| Pchnięcie kulą            | Christian Cantwell | 21,13       | Ryan Whiting    | 21,03       | Cory Martin        | 20,60 PB    |
| Rzut ciężarem             | A.G. Kruger        | 24,99 PB    | Cory Martin     | 24,38 PB    | Jake Freeman       | 23,98 SB    |

### Kobiety
| Konkurencja:              | 1. miejsce                | Rezultat    | 2. miejsce      | Rezultat    | 3. miejsce       | Rezultat    |
| Bieg na 60 m              | Carmelita Jeter           | 7,02 PB     | Mikele Barber   | 7,15        | Gloria Asumnu    | 7,18        |
| Bieg na 400 m             | Debbie Dunn               | 50,86 PB    | DeeDee Trotter  | 51,23 PB    | Allyson Felix    | 51,37 PB    |
| Bieg na 800 m             | Anna Pierce               | 2:00,84     | Alysia Johnson  | 2:01,45     | Heather Dorniden | 2:02,33 PB  |
| Bieg na 1500 m            | Morgan Uceny              | 4:19,46 PB  | Shannon Rowbury | 4:19,48 PB  | Erin Donohue     | 4:21,86     |
| Bieg na 3000 m            | Renee Baillie             | 9:14,90 SB  | Sara Hall       | 9:14,92     | Shannon Rowbury  | 9:15,41     |
| Bieg na 60 m przez płotki | Ginnie Powell             | 7,87 SB     | Lolo Jones      | 7,89        | Damu Cherry      | 7,90 SB     |
| Chód na 3000 m            | Maria Michta              | 13:51,33 PB | Joanne Dow      | 14:01,53 SB | Teresa Vaill     | 14:09,42 SB |
| Skok wzwyż                | Chaunté Lowe              | 1,98 PB     | Deirdre Mullen  | 1,86        | Raevan Harris    | 1,86 SB     |
| Skok o tyczce             | Lacy Janson               | 4,65        | Chelsea Johnson | 4,60        | Becky Holliday   | 4,55 PB     |
| Skok w dal                | Brittney Reese            | 6,89 PB     | Brianna Glenn   | 6,78 PB     | Hyleas Fountain  | 6,70 PB     |
| Trójskok                  | Erica McLain              | 14,06 SB    | Shakeema Welsch | 13,73       | Crystal Manning  | 13,62 SB    |
| Pchnięcie kulą            | Jillian Camarena-Williams | 18,63       | Michelle Carter | 18,03       | Sarah Stevens    | 17,99 SB    |
| Rzut ciężarem             | Amber Campbell            | 24,70 PB    | Loree Smith     | 21,99 SB    | Erin Gilreath    | 21,92 SB    |